# Мутбаал
Мутбаал (Мутбалу) (кін. XIV ст. до н. е.) — цар Шхему і Пахілу. Боровся за панування в Ханаані. Ім'я перекладається як «Людина Баала».

## Життєпис
Син царя Лабайї. Після загибелі останнього разом з братом (ім'я невідоме) успадкував владу в Шхемі. Подальші обставини суперечливі: або поділив землі з братом, перебравшись за річку Йордан, або у війні проти Бір'явази, царя Дімаску, зазнав поразки. Зрештою перебрався до міста зайордан'я, де заснував на місці давнього поселення місто Пахіл. Тут здійснив значні будівельні роботи. З усього комплексу будівель натепер залишилися рештки храму.
З амарнського архіву відомо про війни з царем міста Хацор (у сучасній Галілеї) та союзом семи міст землі Гашур (територія Голанських висот). Союзником Мутбаала при цьому виступає Айяб, цар Аштарту, (міста на схід від Голан).
Мутбаал запевняє єгипетського намісника, що не ухиляється від зустрічі з ним, а також виправдовує Айяба, який начебто втік зі своїх земель та переховується у Пахілі. Насправді ж, як стверджує Мутбаал, вороги почали кампанію і змогли захопити міста Хаяну та Ябіліма, проте Айяб прибув на допомогу. Наразі ж правителя Аштарту немає в Пахілі вже більше 2 місяців, при цьому Мутбаал, отримавши попередження про майбутнє прибуття намісника, спрямував Айябу повідомлення та не сумнівається, що той з'явиться до Пахілу. Лист також свідчить про принизливе становище дрібних ханаанських царів — Мутбалу називає себе «слугою» єгипетського намісника та «падає до ніг пана».
В амарнському архіві є ще один лист від Мутбаала, де той запевняє фараона, що він не чинить жодних перешкод відправці караванів до Мітанні та Вавилонії.
Терміни завершення панування Мутбаала невідомі. Ймовірно це сталося до 1300 року до н. е. На цей час через послаблення Єгипту він напевне вже зміг здобути незалежність. Його наступник вже протистояв фараону Сеті I.